# Фёдоровка (Фёдоровский район, Костанайская область)
Фёдоровка (каз. Фёдоров) — село в Костанайской области Казахстана. Административный центр Фёдоровского района. Административный центр Фёдоровского сельского округа. Код КАТО — 396830100.
Железнодорожная станция Джаркуль на линии Троицк—Костанай, в 85 км к северо-западу от Костаная.
В селе находился «Фёдоровский молочный завод».

## География
В 7 км к западу от села находится озеро Борша-Бесколь, на юге — Жаман-Жарколь.

## История
Официально образовано в 1900 году. Хотя фактически с этой датой связано присвоение селу названия «Фёдоровка». Первые поселенцы явились сюда в 1894 году.
Существует версия, что поначалу здесь поселился ямщик Фёдор, какое-то время жил сам, а потом стали подъезжать другие переселенцы. По другой версии первым был Фёдор, но не ямщик, а некий мордвин-рыбак.
В 1940—1950 годы Фёдоровка служила местом ссылки.

## Население
В 1999 году население села составляло 7626 человек (3576 мужчин и 4050 женщин). По данным переписи 2009 года в селе проживало 6410 человек (2978 мужчин и 3432 женщины). По данным переписи 2021 года, в селе проживало 6976 человек (3380 мужчин и 3596 женщин).

## Уроженцы
- Щербаков, Павел Фёдорович — Герой Советского Союза.
- Меркурьев, Станислав Петрович — советский и российский физик, академик.
- Барханоев, Исса Абасович — ингушский художник-пейзажист, живописец, рисовальщик, поэт.
- Левит, Василий Алексеевич — казахстанский боксёр, серебряный призёр Олимпийских игр в Рио-де-Жанейро 2016 года.